# Файет (окръг, Тексас)
Окръг Файет (на английски: Fayette County) е окръг в щата Тексас, Съединени американски щати. Площта му е 2486 km², а населението - 21 804 души (2000). Административен център е град Ла Грейндж.